# Léon Vaillant

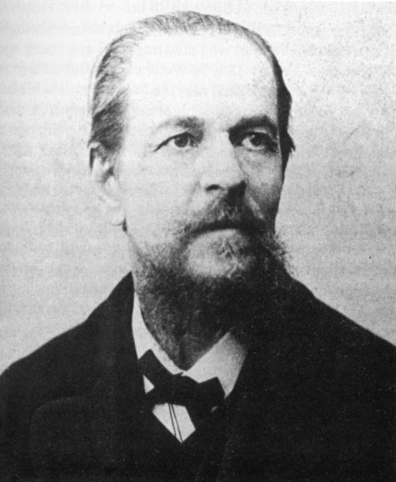
Léon Vaillant (1893)

Léon Louis Vaillant (ur. 11 listopada 1834 w Paryżu, zm. 24 listopada 1914 tamże) – francuski zoolog. Pracował głównie w dziedzinie herpetologii, malakologii i ichtiologii. Pracował w Muzeum Historii Naturalnej w Paryżu i brał udział w ekspedycjach oceanograficznych statkiem Travailleur w latach 1880, 1881 i 1882 oraz na statku Talisman w 1883.